# Диллон, Мэтт
Мэ́ттью Рэ́ймонд Ди́ллон (англ. Matthew Raymond Dillon; род. 18 февраля 1964, Нью-Рошелл, Нью-Йорк, США) — американский актёр кино и телевидения, кинорежиссёр. Дебютировав на большом экране с ролью в фильме «Через край» (1979), Диллон вскоре завоевал статус кумира подростков благодаря ролям в таких фильмах, как «Мой телохранитель» (1980), «Маленькие прелестницы» (1980), «Бойцовая рыбка» (1983) и «Изгои» (1983).
За роль полицейского в фильме «Столкновение» (2004) Диллон был удостоен ряда наград, включая премии «Независимый дух», а также номинаций на «Оскар», «Золотой глобус» и BAFTA.

## Ранняя жизнь
Мэтт Диллон родился в городе Нью-Рошелле штата Нью-Йорк, в семье домохозяйки Мэри Эллен и Пола Диллона, художника-портретиста и менеджера по продажам в компании «Union Camp». Он является вторым из шести детей в семье; у него есть сестра и четверо братьев, один из которых — актёр Кевин Диллон. Двоюродным дедушкой Диллона по отцовской линии был художник комиксов Алекс Рэймонд. Он имеет ирландское происхождение, а также шотландские и немецкие корни. Он вырос в Мамаронеке, Нью-Йорк, в католической семье.

## Карьера
В 1978 году Джейн Берштейн и её друг встретили Диллона на уроке в средней школе Хоммокс в Ларчмонте, когда помогали режиссёру Джонатану Каплану снимать подростковую драму «Через край». Диллон прошел прослушивание на роль и дебютировал в фильме.
Фильм вышел в региональный ограниченный кинотеатральный прокат в мае 1979 года и собрал 200 000 долларов. Игру Диллона хорошо приняли, что привело к его кастингу в два фильма, вышедших в следующем году: подростковую комедию «Маленькие прелестницы», в которой героиня Кристи МакНикол теряет девственность с мальчиком из лагеря на другом берегу озера, которого играет Диллон, и более серьёзную подростковую драму «Мой телохранитель», где он играет роль школьного хулигана. Эти фильмы, вышедшие в марте и июле 1980 года соответственно, имели кассовый успех и повысили популярность Диллона среди подростковой аудитории.
Ещё одна из ранних ролей Диллона — в фильме Джина Шепарда «The Great American Fourth Of July and Other Disasters». Единственные доступные копии этого фильма хранятся в Калифорнийском университете, где из-за судебных споров они недоступны для публики.
Одной из следующих ролей Диллона стал фильм «Лживая Луна», где он сыграл Джека Дункана, бедного техасского парня, безумно влюбленного в дочь богатого банкира. В начале 1980-х годов Диллон также сыграл заметные роли в трех экранизациях романов С. Э. Хинтон: «Текс» (1982), «Изгои» (1983) и «Бойцовая рыбка» (1983). Все три фильма снимались в Талсе, штат Оклахома, родном городе Хинтон. В «Изгоях» и «Бойцовой рыбке» Диллон работал с Фрэнсисом Фордом Копполой и Дайан Лейн. За ними в 1984 году последовал фильм «Парень из „Фламинго“». В 1985 году он дебютировал на Бродвее с пьесой «Мальчики зимы» (The Boys of Winter). В 1987 году Диллон озвучил документальный фильм «Дорогая Америка: Письма домой из Вьетнама». В 1985 году Диллон был упомянут в тексте песни Роджера Долтри «After The Fire», написанной Питом Таунсендом. В 1989 году Диллон получил признание критиков за исполнение роли наркомана в фильме Гаса Ван Сента «Аптечный ковбой».
Диллон продолжал работать в начале 1990-х годов, снявшись в фильме «Одиночки» (1992). В 1995 году он сыграл мужа Николь Кидман в фильме «За что стоит умереть», а также получил главные роли в фильмах «Дикость» (1998) и «Все без ума от Мэри» (1998), за который он был удостоен премии MTV Movie Award в номинации «Лучший злодей».
В 2002 году он стал сценаристом и режиссёром фильма «Город призраков», в котором снялись он сам, Джеймс Каан и Жерар Депардьё. В 2005 году снялся в фильме «Фактотум», экранизации автобиографического произведения Чарльза Буковски. Два года спустя фильм получил высокую оценку критиков и номинации на премии «Золотой глобус» и «Оскар» в категории «Лучший актёр второго плана» за роль в фильме «Столкновение», соавтора сценария и режиссёра Пола Хаггиса. В 2005 году Диллон снялся в диснеевском фильме «Сумасшедшие гонки», а 11 марта 2006 года стал ведущим шоу Saturday Night Live, в котором в скетчах пародировал Грега Андерсона и Рода Серлинга.
Диллон снялся в комедии «Он, я и его друзья» с Кейт Хадсон и Оуэном Уилсоном. Премьера фильма состоялась 14 июля 2006 года. 29 сентября 2006 года Диллон был удостоен приза Donostia Award на Международном кинофестивале в Сан-Себастьяне.
Диллон исполнил роль рассказчика Сэла Парадайза в аудиоверсии романа Джека Керуака «В дороге». В 2006 году озвучил фильм «Однажды в жизни».
За свою карьеру Диллон снялся в нескольких музыкальных клипах. Он снялся в роли детектива в клипе Мадонны «Bad Girl», в котором также снялся Кристофер Уокен. В 1987 году Диллон появился в роли полицейского в клипе на песню «Fairytale of New York» ирландской фолк-панк-группы The Pogues. В 2007 году группа Dinosaur Jr. наняла Диллона в качестве режиссёра клипа на свой сингл «Been There All The Time» из альбома «Beyond». В том же году он стал приглашенным гостем в эпизоде Симпсонов «Midnight Towboy». В начале 2015 года он сыграл роль агента секретной службы в 10-серийном сериале канала FOX «Сосны».
В 2018 году Диллон сыграл главную роль в триллере Ларса фон Триера «Дом, который построил Джек».
Он изобразит Марлона Брандо в предстоящем байопике «Мария».

## Личная жизнь
С 1995 по 1998 год Диллон встречался с актрисой Камерон Диас. С 2014 по 2024 год состоял в отношениях с итальянской актрисой, танцовщицей и хореографом Робертой Мастромишель.
Диллон — поклонник и коллекционер латиноамериканской музыки, у него большая коллекция виниловых пластинок.

## Фильмография

### Актёр
| Год  |    | Русское название                          | Оригинальное название                     | Роль                      |
| ---- | -- | ----------------------------------------- | ----------------------------------------- | ------------------------- |
| 1979 | ф  | Через край                                | Over the Edge                             | Ричи Уайт                 |
| 1980 | ф  | Маленькие прелестницы                     | Little Darlings                           | Рэнди                     |
| 1980 | ф  | Мой телохранитель                         | My Bodyguard                              | Муди                      |
| 1982 | ф  | Лживая Луна                               | Liar’s Moon                               | Джек Дункан               |
| 1982 | с  | Американский театр                        | American Playhouse                        | Ральф                     |
| 1982 | ф  | Текс                                      | Tex                                       | Текс Маккормик            |
| 1983 | ф  | Изгои                                     | The Outsiders                             | Даллас Уинстон            |
| 1983 | ф  | Бойцовая рыбка                            | Rumble Fish                               | Расти Джеймс              |
| 1984 | ф  | Парень из «Фламинго»                      | The Flamingo Kid                          | Джеффри Уиллис            |
| 1985 | ф  | Мишень                                    | Target                                    | Крис Ллойд / Дерек Поттер |
| 1985 | ф  | Бунтовщик                                 | Rebel                                     | бунтовщик                 |
| 1986 | ф  | Родной сын                                | Native Son                                | Джен                      |
| 1987 | ф  | Чикаго-блюз                               | The Big Town                              | Джей Си Каллен            |
| 1987 | тф | Дорогая Америка: Письма домой из Вьетнама | Dear America: Letters Home from Vietnam   | Майк                      |
| 1988 | ф  | Канзас                                    | Kansas                                    | Дойл Кеннеди              |
| 1989 | ф  | Ищейки с Бродвея                          | Bloodhounds Of Broadway                   | Регрет                    |
| 1989 | ф  | Аптечный ковбой                           | Drugstore Cowboy                          | Боб                       |
| 1991 | ф  | Поцелуй перед смертью                     | A Kiss Before Dying                       | Джонатан Корлисс          |
| 1991 | тф | Женщины и мужчины 2: В любви нет правил   | Women & Men 2: In Love There Are No Rules | Эдди Меджеффин            |
| 1992 | ф  | Одиночки                                  | Singles                                   | Клифф Пуансье             |
| 1993 | ф  | Святой из Форт-Вашингтона                 | The Saint Of Fort Washington              | Мэттью                    |
| 1993 | ф  | Мистер Чудо                               | Mr. Wonderful                             | Гас Демарко               |
| 1994 | ф  | Золотые ворота                            | Golden Gate                               | Кевин Уокер               |
| 1995 | ф  | За что стоит умереть                      | To Die For                                | Ларри Маррето             |
| 1995 | ф  | Звёзды Фрэнки                             | Frankie Starlight                         | Терри Клаут               |
| 1996 | ф  | Красивые девушки                          | Beautiful Girls                           | Томми Роуленд             |
| 1996 | ф  | Утеха сердца моего                        | Grace of My Heart                         | Джей Филлипс              |
| 1996 | ф  | Альбино Аллигатор                         | Albino Alligator                          | Дова                      |
| 1997 | ф  | Вход и выход                              | In & Out                                  | Камерон Дрейк             |
| 1998 | ф  | Дикость                                   | Wild Things                               | Сэм Ломбардо              |
| 1998 | ф  | Все без ума от Мэри                       | There’s Something About Mary              | Пэт Хили                  |
| 2001 | ф  | Ночь в баре Маккула                       | One Night at McCool’s                     | Рэнди                     |
| 2002 | ф  | Дикая банда                               | Deuces Wild                               | Фритзи                    |
| 2002 | ф  | Город призраков                           | City of Ghosts                            | Джимми Кремминг           |
| 2004 | ф  | Герой месяца                              | Employee of the Month                     | Дэвид Уолш                |
| 2004 | ф  | Столкновение                              | Crash                                     | офицер Джон Райан         |
| 2005 | ф  | Любимчик                                  | Loverboy                                  | Марк                      |
| 2005 | ф  | Фактотум                                  | Factotum                                  | Хэнк Чинаски              |
| 2005 | ф  | Сумасшедшие гонки                         | Herbie: Fully Loaded                      | Трип Мерфи                |
| 2006 | ф  | Он, я и его друзья                        | You, Me and Dupree                        | Карл Питерсон             |
| 2007 | мс | Симпсоны                                  | The Simpsons                              | Луи                       |
| 2008 | ф  | Ничего кроме правды                       | Nothing But the Truth                     | Пэттон Дюбуа              |
| 2009 | ф  | Так себе каникулы                         | Old Dogs                                  | Барри                     |
| 2009 | ф  | Инкассатор                                | Armored                                   | Майк Кокрэн               |
| 2010 | ф  | Мальчики-налётчики                        | Takers                                    | Джек Уэллс                |
| 2011 | с  | Американская семейка                      | Modern Family                             | Робби Салливан            |
| 2012 | ф  | Имоджен                                   | Girl Most Likely                          | Джордж Буше               |
| 2013 | ф  | Луч света младший                         | Sunlight Jr.                              | Ричи                      |
| 2013 | ф  | Хроники ломбарда                          | Pawn Shop Chronicles                      | Ричард                    |
| 2013 | ф  | Чёрные метки                              | The Art of the Steal                      | Ники Калхун               |
| 2014 | ф  | Перекрёстный огонь                        | Bad Country                               | Джесси Вейланд            |
| 2015 | с  | Сосны                                     | Wayward Pines                             | Итан Бёрк                 |
| 2016 | мф | Рок Дог                                   | Rock Dog                                  | Трей                      |
| 2017 | ф  | Уйти красиво                              | Going in Style                            | агент ФБР Арлен Хеймер    |
| 2018 | ф  | Дом, который построил Джек                | The House that Jack Built                 | Джек                      |
| 2018 | ф  | На пути к Грейс                           | Running for Grace                         | Док                       |
| 2018 | ф  | Мёд в голове                              | Head Full of Honey                        | Ник                       |
| 2019 | ф  | Проксима                                  | Proxima                                   | Майк Шеннон               |
| 2020 | ф  | Капоне. Лицо со шрамом                    | Capone                                    | Джонни                    |
| 2023 | с  | Детектив под кайфом                       | High Desert                               | Денни                     |
| 2023 | ф  | Город астероидов                          | Asteroid City                             | механик                   |
| 2024 | ф  | Что скрывает любовь                       | Haunted Heart                             | Макс                      |

### Режиссёр
- 1999 — Тюрьма Оз / Oz (эпизод: Napoleon’s Boney Parts)
- 2002 — Город призраков / City of Ghosts

## Награды и номинации
| Год  | Награда               | Категория                         | Название работы       | Результат |
| ---- | --------------------- | --------------------------------- | --------------------- | --------- |
| 1999 | MTV Movie & TV Awards | Лучший поцелуй                    | «Дикость»             | Номинация |
| 1999 | MTV Movie & TV Awards | Лучший злодей                     | «Все без ума от Мэри» | Победа    |
| 2006 | BAFTA                 | Лучшая мужская роль второго плана | «Столкновение»        | Номинация |
| 2006 | Золотой глобус        | Лучшая мужская роль второго плана | «Столкновение»        | Номинация |
| 2006 | Оскар                 | Лучшая мужская роль второго плана | «Столкновение»        | Номинация |